# Колода (заповідне урочище)
Коло́да — заповідне урочище в Україні. Розташоване в межах Полтавського району Полтавської області, між селом Деревки та смт Котельва. 
Площа 139 га. Статус присвоєно згідно з рішенням облвиконкому від 17.04.1992 року № 74. Перебуває у віданні: ДП «Полтавський лісгосп» (Котелевське л-во, кв. 67-70). 
Статус присвоєно для збереження лісового масиву на уступі та лівобережній боровій терасі річки Ворскла. У деревостані переважають сосна, дуб, рідше — клен, липа.